# 2. ブンデスリーガ (オーストリアサッカー)
2. ブンデスリーガ（ドイツ語: 2. Liga, 英語: Austrian Football Second League）は、オーストリアにおけるプロサッカーの2部リーグである。

## 概要
リーグは全16チームによる2回総当り（計30試合）で行われ、基本的に7月中旬に開幕し翌年5月上旬に閉幕する。シーズン最終順位の上位1クラブは自動的にブンデスリーガ（1部）に昇格する。シーズン最終順位の下位3クラブは、本拠所属地域のレギオナルリーガ（3部）に自動降格する。
リーグに外国人枠は存在せず、若いオーストリア人選手の出場時間が多ければ多いほどテレビ放映権の分配金が増えるシステムを採用している。何人の外国人選手を起用するかはクラブの経営判断に伴う。また、リーグに所属する選手の平均年齢は22,5歳であり、ヨーロッパのリーグで最も平均年齢が低いプロリーグの一つでもある。
ドイツと同様にブンデスリーガ（1部）と2. ブンデスリーガ（2部）に属するには、オーストリア・ブンデスリーガの「ブンデスリーガ・ライセンス」取得の条件を満たさないと同リーグには参加できない。そのため、スペインやイタリアのように多額な借金をすることは許されず、各クラブの健全経営が義務付けられている。

## 所属クラブ
2020-21シーズン
| クラブ名                       | ホームタウン     | ホームスタジアム     | 収容人数 |
| ------------------------------ | ---------------- | -------------------- | -------- |
| アウストリア・ルステナウ       | ルステナウ       | Reichshofstadion     | 8,800    |
| ブラウヴァイス・リンツ         | リンツ           | Donauparkstadion     | 2,000    |
| フローリツドルファーAC         | ウィーン         | FAC-Platz            | 3,000    |
| アウストリア・ウィーンII       | ウィーン         | Generali-Arena       | 17,500   |
| カプフェンベルガーSV           | カプフェンベルク | Franz-Fekete-Stadion | 12,000   |
| リーフェリング                 | ザルツブルク     | Untersberg-Arena     | 4,128    |
| ラピード・ウィーンII           | ウィーン         | Allianz Stadion      | 28,000   |
| ヴァッカー・インスブルック     | インスブルック   | Tivoli Stadion Tirol | 16,000   |
| グラーツァーAK                 | グラーツ         | Merkur-Arena         | 15,323   |
| FCドルンビルン                 | ドルンビルン     | Stadion Birkenwiese  | 7,500    |
| FCユニオルスOÖ                 | パッシング       | Waldstadion          | 7,870    |
| SVホルン                       | ホルン           | Sparkasse Horn Arena | 7,870    |
| SKUアムシュテッテン            | アムシュテッテン | Ertl Glas Stadion    | 2,000    |
| SVラフニッツ                   | ラフニッツ       | Sportplatz Lafnitz   | 3,000    |
| フォルヴェルツ・シュタイアー   | シュタイアー     | Vorwärts-Stadion     | 6,000    |
| アウストリア・クラーゲンフルト | クラーゲンフルト | Wörthersee Stadion   | 32,000   |

## 歴代優勝クラブ
- 1974-75: グラーツァーAK
- 1975-76: ファースト・ウィーンFC
- 1976-77: ウィーナー・シュポルト＝クラブ
- 1977-78: SVアウストリア・ザルツブルク
- 1978-79: LASKリンツ
- 1979-80: SCアイゼンシュタット
- 1980-81: FCヴァッカー・インスブルック
- 1981-82: アウストリア・クラーゲンフルト
- 1982-83: SVザンクト・ファイト
- 1983-84: SVシュピッタル/ドラウ
- 1984-85: ザルツブルガーAK1914
- 1985-86: ウィーナー・シュポルト＝クラブ
- 1986-87: SVアウストリア・ザルツブルク
- 1987-88: クレムサーSC
- 1988-89: クレムサーSC
- 1989-90: SVシュピッタル/ドラウ
- 1990-91: VfBメードリング
- 1991-92: LASKリンツ
- 1992-93: グラーツァーAK
- 1993-94: LASKリンツ
- 1994-95: グラーツァーAK
- 1995-96: FCリンツ
- 1996-97: SCアウストリア・ルステナウ
- 1997-98: SKフォーアヴェルツ・シュタイアー
- 1998-99: シュヴァルツ＝ヴァイス・ブレゲンツ
- 1999-00: VfBアドミラ・ヴァッカー・メードリング
- 2000-01: FCケルンテン
- 2001-02: ASKÖパッシング
- 2002-03: SVマッテルスブルク
- 2003-04: FCヴァッカー・チロル
- 2004-05: SVリート
- 2005-06: SCラインドルフ・アルタッハ
- 2006-07: LASKリンツ
- 2007-08: カプフェンベルガーSV
- 2008-09: SCウィーナー・ノイシュタット
- 2009-10: FCヴァッカー・インスブルック
- 2010-11: FCアドミラ・ヴァッカー・メードリング
- 2011-12: ヴォルフスベルガーAC
- 2012-13: SVグレーディヒ
- 2013-14: SCラインドルフ・アルタッハ
- 2014-15: SVマッテルスブルク
- 2015-16: SKNザンクト・ペルテン
- 2016-17: LASKリンツ
- 2017-18: FCヴァッカー・インスブルック
- 2018-19: WSGヴァッテンス
- 2019-20: SVリート
- 2020-21: FCブラウヴァイス・リンツ（英語版）
- 2021-22: SCアウストリア・ルステナウ
- 2022-23: FCブラウヴァイス・リンツ（英語版）
- 2023-24: グラーツァーAK

## シーズン別大会名
- 1974-1975: Nationalliga
- 1975-1985: 2. Division
- 1985-1993: Mittleres Playoff
- 1993-1998: 2. Division der Bundesliga
- 1998-2002: Erste Division
- 2002-2006: Red Zac-Erste Liga
- 2006-2008: Erste Division
- 2008-2010: ADEG Erste Liga
- 2010-2014: „Heute für Morgen“ Erste Liga
- 2014-2018: Sky Go Erste Liga
- 2018-2021: HPYBet 2. Liga
- 2021-現在: Admiral 2. Liga